# Grimpar à gorge tachetée
Certhiasomus stictolaemus
Genre
Espèce
Répartition géographique
Statut de conservation UICN

 LC  : Préoccupation mineure
Le Grimpar à gorge tachetée (Certhiasomus stictolaemus) est une espèce de passereaux de la famille des Furnariidae.

## Nomenclature
Le nom générique, Certhiasomus, dérive du grec ancien κέρθιος, kérthios, « grimpereau », et σῶμα, sỗma, « corps », et fait référence à la ressemblance morphologique de l'espèce Certhiasomus stictolaemus avec celles de la famille des Certhiidae.

## Répartition
Cet oiseau se répand à travers la forêt amazonienne.

## Liste des sous-espèces
Selon la classification de référence du Congrès ornithologique international (14.2, 2024) :
- Certhiasomus stictolaema clarior Zimmer, 1929 — au nord de l'Amazone, dont en Guyane
- Certhiasomus stictolaema secunda Hellmayr, 1904 — ouest de l'Amazonie
- Certhiasomus stictolaema stictolaema (Pelzeln, 1868) — au sud de l'Amazone[3]

## Classification
Le nom valide complet (avec auteur) de ce taxon est Certhiasomus stictolaemus (Pelzeln, 1868). À noter que certaines sources (telles que Animal Diversity Web, Catalogue of Life…) continuent de classer cette espèce sous le taxon Deconychura stictolaema,.
L'espèce a été initialement classée dans le genre Sittasomus sous le protonyme Sittasomus stictolaemus Pelzeln, 1868.
Le genre Certhiasomus a été créé en 2010 par Elizabeth P. Derryberry (d), Santiago Claramunt (d), Robert T. Chesser (d), Alexandre L. P. Aleixo (d), Joel L. Cracraft (d), Robert G. Moyle (d) et Robb T. Brumfield (d),.
Ce taxon porte en français le nom vernaculaire ou normalisé suivant : Grimpar à gorge tachetée.

## Publication originale
- Genre Certhiasomus :
  - (en) Elizabeth Derryberry, Santiago Claramunt, R. Terry Chesser, Alexandre Aleixo, Joel Cracraft, Robert G. Moyle et Robb T. Brumfield, « Certhiasomus, a new genus of woodcreeper (Aves: Passeriformes: Dendrocolaptidae) », Zootaxa, Magnolia Press (d), vol. 2416, no 1,‎ 1er avril 2010, p. 44-50 (ISSN 1175-5334 et 1175-5326, OCLC 49030618, DOI 10.11646/ZOOTAXA.2416.1.2, lire en ligne).
- Espèce Certhiasomus stictolaemus, sous le taxon Sittasomus stictolaemus :
  - (la + de) August von Pelzeln, Zur Ornithologie Brasiliens : Resultate von Johann Natterers Reisen in den Jahren 1817 bis 1835, Vienne (Autriche), A. Pichler's Witwe & Sohn, 1868, 462 p. (lire en ligne), p. 59-60.